# Hockey Club Font-Romeu
Le HC Font-Romeu est un club français de hockey sur glace basé à Font-Romeu (Pyrénées-Orientales) évoluant au troisième niveau national (division 2) pour la saison 2008-2009.
Le club cesse ses activités en 2011. Une autre structure prend la place le Hockey Club Cerdagne Capcir (H3C).

## Palmarès
- Championnat de France Division 3 : 2007

### Statistiques de saisons
Nota : PO = « play-offs » (Poule de promotion), PD = Play-Down (Poule de maintien).
| Saison    | Division    | Classement | Phase Finale | Note                     |
| --------- | ----------- | ---------- | ------------ | ------------------------ |
| 1987/1988 | Division 3  | 2e         | 4e (PO)      | Maintien en D3           |
| 1988/1989 | Inactif     | Inactif    | Inactif      | Inactif                  |
| 1989/1990 | Division 3  | 3e         | 4e (PO)      | Maintien en D3           |
| 1990/1991 | Division 3  | 3e         | -            | Maintien en D3           |
| 1991/1992 | Division 3  | 1er        | 3e (Finales) | Promotion en Nationale 2 |
| 1992/1993 | Nationale 2 | 5e         | 5e (PD)      | Maintien en Nationale 2  |
| 1993/1994 | Nationale 2 | 3e         | 6e (PO)      | Maintien en Nationale 2  |
| 1994/1995 | Nationale 2 | 5e         | 5e (PD)      | Maintien en Nationale 2  |
| 1995/1996 | Division 2  | 5e         | 9e (PD)      | Relégué en Division 3    |
| 1996/1997 | Division 3  | 7e         | -            | Maintien en Division 3   |
| 1997/1998 | Division 3  | ?          | ?            | ?                        |
| 1998/1999 | ?           | ?          | ?            | ?                        |
| 1999/2000 | Inactif     | Inactif    | Inactif      | Inactif                  |
| 2000/2001 | Inactif     | Inactif    | Inactif      | Inactif                  |
| 2001/2002 | Division 3  | 2e         | 6e (PO)      | Maintien en Division 3   |
| 2002/2003 | Division 3  | 3e         | 5e (PO)      | Maintien en Division 3   |
| 2003/2004 | Division 3  | 2e         | 2e (PO)      | Maintien en Division 3   |
| 2004/2005 | Division 3  | 1er        | 4e (Finales) | Maintien en Division 3   |
| 2005/2006 | Division 3  | 1er        | 3e (PO)      | Maintien en Division 3   |
| 2006/2007 | Division 3  | 1er        | Champions    | Promotion en Division 2  |
| 2007/2008 | Division 2  | 6e         | 1/8e finale  | Maintien en Division 2   |